# Yanjin (Xinxiang)
Der Kreis Yanjin (chinesisch 延津县, Pinyin Yánjīn Xiàn) gehört zum Verwaltungsgebiet der bezirksfreien Stadt Xinxiang in der zentralchinesischen Provinz Henan. Yanjin hat eine Fläche von 886 km² und zählt 456.900 Einwohner (Stand: Ende 2018).